# Pauridiantha verticillata
Pauridiantha verticillata là một loài thực vật có hoa trong họ Thiến thảo. Loài này được (De Wild. & T.Durand) N.Hallé mô tả khoa học đầu tiên năm 1966.